# Abarema obovalis
Abarema obovalis là một loài thực vật có hoa trong họ Đậu. Loài này được (A.Rich.) Barneby & J.W.Grimes miêu tả khoa học đầu tiên.